# Música de la India
La música de la India o música hindú incluye múltiples variedades de música tradicional, música pop y la música clásica de India. Incluye la música clásica indostaní y la música carnática y cuenta con una historia de varios milenios.

## Música general
Europa y Occidente tienen su música fundada sobre el sistema de división de la octava en 12 semitonos, o sea 12 intervalos mínimos definidos científicamente. China constituye su música sobre la serie de los 12 lyú obtenidos por una progresión de quintas consonantes y ordenados dentro de los límites de una octava, sonidos escrupulosamente medidos y establecidos matemáticamente desde la más remota antigüedad. Los árabes basan todo su sistema musical en la octava dividida en 24 cuartos de tono, división regular con alguna correspondencia con el sistema de los 12 semitonos europeos; pero en el Indostán encontramos un sistema de sonidos inspirado en la división de la octava en 22 partes no iguales llamados srutis, y esta división, cuyo origen no es conocido, tiene consecuencias muy curiosas para los europeos, ya que la idea de la consonancia, entendida en la acepción occidental, queda descartada, pues entre los intervalos que pueden formarse con shrutis sólo hay uno, el que dividiendo la octava en dos partes iguales coincide con el sruti número 12, equivalente al europeo denominado cuarta aumentada (do-fa#), siendo todos los demás extraños en absoluto a los oídos occidentales. Ello representa una dificultad, y es la que tanto la comprensión como la interpretación de la música indostánica ha de ser por aproximación y casi nunca en su valor absoluto; una canción, un trozo de música instrumental, como una melodía cualquiera, al estar concebida por el sistema de los srutis, no es transportable exactamente en la gráfica europea ni es ejecutable sobre un instrumento basado en el temperamento. Cabe observar estas particularidades para comprender que las melodías indostánicas que acostumbran acompañar los estudios y comunicaciones relativas a este género musical, hechas con la gráfica occidental, son transcripciones aproximativas de las cuales el oído educado a la europea no puede apreciar su positivo valor, ni el musical ni el técnico, de las formaciones modales. Antes de 1920 la música de la India se basaba en templos, para sus dioses y en los chamanes.

## Música clásica tradicional
La formación musical indostánica y su teoría ha podido ser conocida gracias a los trabajos de divulgación publicados por el rajah Sourindro Mahun-Tagore, hombre de vasta cultura musical y literaria que quiso dedicar la mayor parte de su vida a la generosa misión de dar a conocer con todo detalle la música de su país a los europeos. Gracias a este trabajo de divulgación fue descorrido el tupido velo tras del que se escondía el fondo teórico y técnico de la música hindú.
En el noroeste de la India existía una antigua civilización india que exhibe determinadas relaciones con Mesopotamia y Egipto. La música estaba vinculada con la religión védica (basada en los cuatro textos épicos Vedas, que son los textos más antiguos de la literatura de la India, compuestos a partir de mediados del II milenio a. C.). 
En el Sama-veda (uno de los Vedas) se encuentra el primer escrito sobre la música de la India. Se halla en el capítulo dedicado al teatro, puesto que la música hindú está ligada con la lengua, la danza y el gesto.
En el III siglo a. C., el musicólogo Bharatá compuso una música vocal dedicada al dios Brahmá. La música profana, es decir, sobre todo la poesía amatoria y la música instrumental, se le opone a este culto brahmánico como culto del dios aborigen (no ario) Shivá.
En el siglo XIV d. C., el norte de la India se islamizó, y la música de culto védica pasó a un segundo plano.
La música de culto védica es vocal y monódica. Sus melodías desarrollan determinadas tonalidades, expuestas por vez primera por Bharatá, pero que se remontan a prácticas antiquísimas. Los textos del Rig-veda se declamaban como canto hablado silábico, dentro del estrecho marco de tres alturas de tono entero. 

### Sistema modal
El sistema musical es modal. Se reproduce por primera vez en la teoría musical de Bharatá. Se basa en una escala de siete grados, midiéndose la distancia entre sonidos en srutis. Una octava contiene 22 srutis. Por lo tanto, un shruti es un poco mayor que un cuarto de tono. El patrón de medida no es un sistema matemático como entre los griegos, sino el oído, del sánscrito shrut, oír. La escala (grama) superpone tres magnitudes interválicas (originalmente, los shrutis, al igual que los intervalos griegos, tenían dirección descendente): dos shrutis, o sea aproximadamente un semitono, tres shrutis, o sea un tono disminuido, y cuatro shrutis, o sea, un tono aumentado. La escala más importante se construye sobre el tono de sa. Esta sa-grama corresponde aproximadamente, con su distribución de semitonos y su tercera menor, al modo de re menor, es decir el modo frigio griego o el eclesiástico dórico. La segunda escala fundamental es la ma-grama, que parte de ma y que corresponde al modo de sol con el tercer grado mayor.

### Ritmo
El ritmo es modal. La música védica se limitaba a tres valores: ligero-pesado-extendido, es decir, a 1, 2 o 3 , para lo cual la música deshi ensamblaba dos valores breves. Los compasesg ni jinjnjin binarios y ternarios forman combinaciones de dos a cuatro compases cada una que se repiten. La sistematización de los tipos de compás en siete formas fundamentales, cada una de ellas con cinco variedades, se remontan seguramente a la tradición india más antigua. Mediante la superposición de diversos ritmos se origina una polirritmia, típica de la música india. En realidad, el ritmo de la música de la India se fundamenta en la teoría del ritmo de los talas (que significa ‘palma de la mano’).
Los géneros de la música clásica indostaní son: dhrupad, dhamar, khyal, tarana y sadra. 
Véase:
Música clásica indostaní y Música carnática

## Música clásica ligera
La música clásica ligera o semiclásica incluye los siguientes géneros: thumri, dadra, ghazal, chaiti, kajri y tappa. Aunque están basados en los ragas, hay más licencia en la interpretación fuera de los límites formales de los ragas.

## Música folclórica

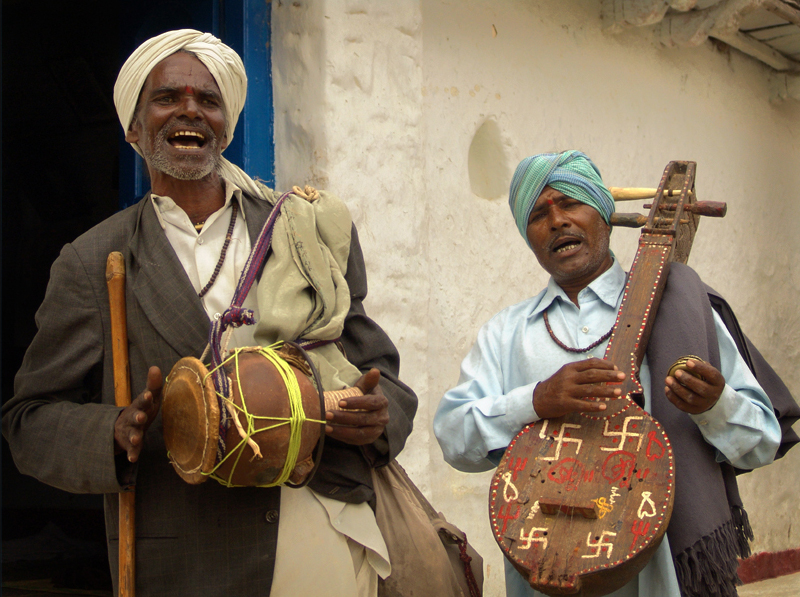
Músicos folclóricos indios tocando en una villa rural

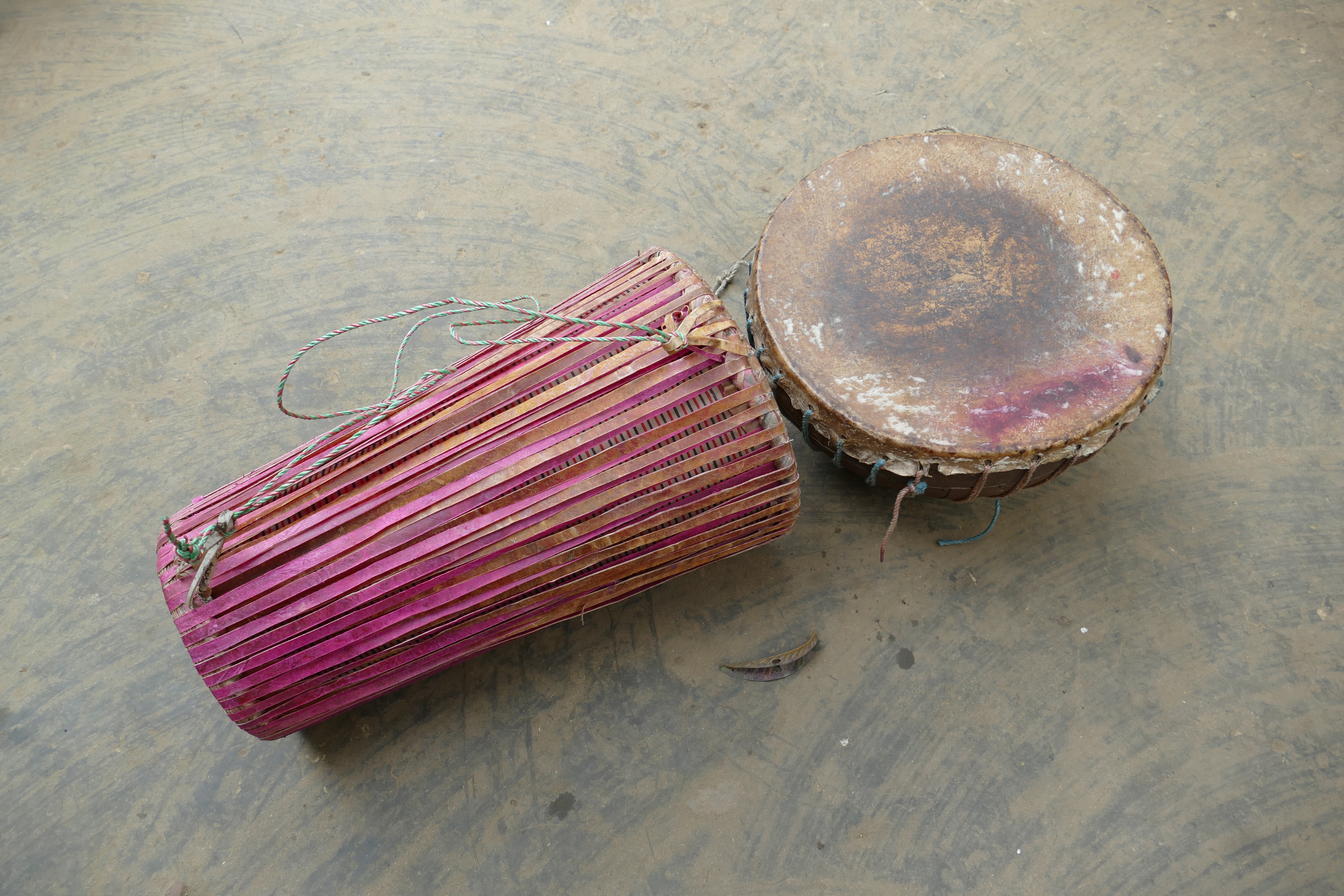
Tamak ' (d.) y Tumdak' (i.) - tambores típicos del pueblo santhal, fotografiados en una aldea en el distrito de Dinajpur, Bangladés.

### Bauls
Los bauls de Bengala son una orden de músicos que datan del siglo XVII, quienes tocan un tipo de música visnuista, influenciada por sufismo y budismo, usando los instrumentos khamak, ektara y dotara. Son cantantes-poetas itinerantes cuya música es rústica, y reflexiona en lo infinito entre los contextos cotidianos de trabajo y amor.

### Bhangra
Bhangra es una música y danza originaria de la región de Punyab (norte de la India y Pakistán). Siendo el resultado de mezclas de distintos bailes antiguos de la región, se popularizó por los agricultores en la fiesta anual que celebraban por la llegada de la primavera, donde la cosecha del bhang (especie de cáñamo) le dio su nombre.

### Qawwali
Música mística sufí de origen persa/musulmán muy popular en el Punyab indio y paquistaní.

### Rajasthan
Rayastán tiene muchas formas de danzas folclóricas que son atractivas, hábiles y algo agradables para cualquier grupo de edad. Las danzas folclóricas de Rajastán son populares en todo el mundo. Algunas de las formas de danza tradicionales de Rayastán son muy diferentes, ya que solo las personas capacitadas pueden hacerlo. La danza Ghoomar de Udaipur y la danza Kalbeliya de Jaisalmer han ganado reconocimiento internacional. La música folclórica es una parte vital de la cultura  Rajastani. Kathputli, Bhopa, Chang, Teratali, Ghindr, Kachchhighori, Tejaji, etc. son ejemplos de la cultura tradicional Rajastani.

## Instrumentos
Los instrumentos musicales de la India se pueden clasificar en su tipo de emisión de sonido: de cuerda pulsada, membranófonos, idiófonos y de viento e incluyen el armonio, piano (por influencia europea), sitar, guitarra, tabla.